# 蓝尾蝾螈
蓝尾蝾螈（学名：Cynops cyanurus）为蝾螈科蝾螈属的两栖动物，俗名娃娃蛇，是中国的特有物种。分布于贵州、云南等地，常栖息于针阔叶混交次生林带永久性静水水域及其附近以及如杂草丛生的水塘。其生存的海拔范围为1790至2400米。该物种的模式产地在贵州水城。

## 亚种
- 蓝尾蝾螈指名亚种（学名：Cynops cyanurus cyanurus），Liu, Hu et Yang于1962年命名，是中国的特有物种。分布于贵州等地。该物种的模式产地在贵州水城。[2]
- 蓝尾蝾螈楚雄亚种（学名：Cynops cyanurus Chuxiongensis），Fei et Ye于1983年命名，俗名蓝尾蝾螈云南亚种，是中国的特有物种。分布于云南等地，常生活于高山区水沟、水塘内以及常有杂草如三棱草生长于此。其生存的海拔范围为 1700至 2600米。该物种的模式产地在云南楚雄。[3]